# Acidodontium ramicola
Acidodontium ramicola är en bladmossart som beskrevs av Georg Friedrich von Jaeger 1875. Acidodontium ramicola ingår i släktet Acidodontium och familjen Bryaceae. Inga underarter finns listade i Catalogue of Life.